# 메리 맥도널
메리 맥도널(Mary McDonnell, 1952년 4월 28일~)은 미국의 배우이다.

## 영화
- 늑대와 춤을
- 그랜드 캐년 (1991년 영화)
- 스니커즈 (영화)
- NBA 챔프
- 인디펜던스 데이
- 멈포드 (영화)
- 도니 다코
- 스크림 4
- 마진 콜: 24시간, 조작된 진실
- 위쳐: 늑대의 악몽

## 텔레비전
- 애즈 더 월드 턴즈
- ER (드라마)
- 천사의 손길
- 배틀스타 갈락티카 (2003년 드라마)
- 배틀스타 갈락티카 (2004년 드라마)
- 그레이 아나토미
- 클로저 (드라마)
- 메이저 크라임
- 베로니카 마스